# ریچارد و موریس مک‌دونالد
ریچارد و موریس مک‌دونالد (به انگلیسی: Richard and Maurice McDonald) برادران مک‌دونالد بودند، ریچارد مک‌دونالد (زاده ۱۶ فوریه ۱۹۰۹ - درگذشته ۱۴ ژوئیه ۱۹۹۸) و موریس مک‌دونالد (زاده ۲۶ نوامبر ۱۹۰۹ - درگذشته ۱۱ دسامبر ۱۹۷۱) کارآفرین و آشپزهای غذای فوری آمریکایی بود، که در سال ۱۹۴۰ نخستین شعبه از رستوران‌های مک‌دونالدز را در سن برناردینو، کالیفرنیا راه‌اندازی کردند، سپس در پی مشارکت با ری کراک در سال ۱۹۵۸ شرکت مک‌دونالدز را تأسیس نمودند. امروزه مک‌دونالدز با در اختیار داشتن شبکه‌ای از ۳۶،۹۰۰ شعبه، بزرگترین رستوران زنجیره‌ای جهان بشمار می‌آید.